# Томас Грайлінгер
Томас Грайлінгер (нім. Thomas Greilinger; народився 6 серпня 1981 у м. Деггендорф, Німеччина) — німецький хокеїст, лівий нападник. Виступає за ЕРК «Інґольштадт» у Німецькій хокейній лізі. 
Вихованець хокейної школи ХК «Деггендорфер». Виступав за ХК «Деггендорфер», «Мюнхен Беронс», «Швеннінген Вайлд-Вінгс», «Нюрнберг Айс-Тайгерс», «Адлер Мангейм».
У складі національної збірної Німеччини учасник зимових Олімпійських ігор 2010, учасник чемпіонатів світу 2000 (група B), 2001, 2004 і 2011. У складі молодіжної збірної Німеччини учасник чемпіонату світу 2000 (група B). У складі юніорської збірної Німеччини учасник чемпіонатів світу 1998 (група B) і 1999.
Чемпіон Німеччини (2000).